# Maestre Anes
Maestre Anes (* um 1500; † 1542/45, auch „Juan Alemán de Aquisgrán“, „Hans aus Aachen“) war ein Mitglied der ersten Weltumsegelung unter Magellan 1519–1522 und einer der 18 überlebenden Rückkehrer unter Elcano. Er umsegelte die Welt als Teilnehmer der Loaísa-Expedition (1525–1526) erneut und ist damit der erste deutsche Weltumsegler sowie der erste Mensch, der die Erde zweimal umrundet hat.

## Werdegang
Laut Mannschaftsliste stammte er aus Aachen und war der Sohn eines „Juan Pahulo“ und einer „Sofia“. 
Er heuerte als Kanonier (lombardero) auf der Victoria an und kam als einer von 18 Überlebenden unter Elcano am 22. September 1522 wieder in Spanien an.
1525 segelte er mit der Loaísa-Expedition erneut unter Elcano und mit anderen Veteranen der ersten Weltumsegelung ein zweites Mal zu den Molukken, strandete dort aber 1526. 1528 wurden er und die Restbesatzung der Loaísa-Expedition von der Saavedra-Expedition, welche von Cortés aus Mexiko entsandt wurde, aufgefunden. Man versuchte, über den Pazifik zurück nach Mexiko zu gelangen, scheiterte aber genau so wie die Trinidad wenige Jahre zuvor und kehrte zu den Molukken zurück, wo die Mannschaft den Portugiesen in die Hände fiel.
Nur vier Überlebende der Loaísa- und Saavedra-Expedition konnten 1534 nach Europa zurückkehren, unter ihnen Hans als einziger der Veteranen Elcanos, der so als erster Mensch die Welt zweimal umrundete.
1542 nahm er an der Villalobos-Expedition über Mexiko mit dem Ziel Philippinen teil, starb aber auf dieser Reise an einem unbekannten Ort. 
Maestre Anes (Hans von Aachen) wird in der älteren Literatur oft mit Hans Varga, einem weiteren deutschstämmigen Weltumsegler der Magellan-Expedition, verwechselt. An der Magellan-Expedition nahm noch ein weiterer Deutscher teil, der aber verstarb.
Mit zwei vollendeten und einer begonnenen Weltumrundung war Hans von Aachen vermutlich bis zu den Reisen Loyolas der am weitesten gereiste Mensch.

## Künstlerische Rezeption
Raoul Schrott machte Maestre Anes zum Protagonisten seines Romans Eine Geschichte des Windes.

## Weblink
- Christian Jostmann: Auf der Suche nach Hans, abgerufen am 23. Dezember 2021